# باتاكا ماكاوية
باتاكا ماكاوي أو باتاكا ماكاو ( (بالصينية: 澳門元؛ بالكانتونية: Oumún yùhn)؛ البرتغالية: Pataca de Macau ؛ العلامة : MOP$ ؛ رمز ISO : MOP) هي عملة ماكاو. تقسم إلى 100 أفوكادو (仙؛ الخطيئة)، مع 10 أفوس تسمى هو (毫) باللغة الكانتونية.
يوجد في ماكاو نظام مجلس العملة الذي بموجبه تدعم الباتاكا بنسبة 100 في المائة من احتياطيات النقد الأجنبي، وفي هذه الحالة حاليًا الدولار الهونغ كونغي (المدعوم بدوره بالدولار الأمريكي). علاوة على ذلك، فإن مجلس العملة، سلطة النقد في ماكاو (AMCM)، لديه التزام قانوني بإصدار واسترداد باتاكا ماكاو عند الطلب مقابل الدولار هونغ كونغ بسعر صرف ثابت قدره 1 دولار هونغ كونغ = MOP 1.03، وبدون حدود.

## التاريخ
كان الدولار الإسباني مستخدمًا على نطاق واسع في آسيا والأمريكتين بين القرنين السادس عشر والعشرين، واستوردته الصين بكميات كبيرة. كانت تُسك عادةً في المكسيك ثم تُنقل إلى الفلبين كجزء من جزر الهند الشرقية الإسبانية من خلال تجارة السفن الشراعية بين مانيلا وأكابولكو ليتداولوها عبر الشرق الأقصى. كانت معروفة لدى البرتغاليين باسم باتاكا ميكسيكانا. في نهاية القرن التاسع عشر، كانت هناك إصدارات مختلفة من هذا الدولار الفضي أو الباتاكا قيد الاستخدام في ماكاو، في شكل دولارات إسبانية، ودولارات التجارة البريطانية في هونغ كونغ ومستوطنات المضيق، بالإضافة إلى دولارات الفضة والعملات الكسرية لمقاطعة كانتون المجاورة.
في عام 1894، قدمت الباتاكا كوحدة حسابية في ماكاو البرتغالية وتيمور البرتغالية بمعدل 1 باتاكا = 450 ريس، وهو ما يعادل البيزو المكسيكي أو البيزو الفلبيني. في عام 1901، تقرر إصدار عملة ماكاوية فريدة، ولهذا الغرض، مُنح بنكو ناسيونال ألترامارينو حقوقًا حصرية لإصدار أوراق نقدية قانونية مقومة بالباتاكا. في 27 يناير 1906، قدمت أوراق الباتاكا من فئات 1 و5 و50 و100 و حظرت جميع العملات الأجنبية، وكانت الفكرة هي جعل أوراق الباتاكا الورقية العملة القانونية الوحيدة في ماكاو. ومع ذلك، كان الصينيون، الذين اعتادوا على استخدام الفضة في المقايضة، متشككين بشأن هذه العملة الورقية الجديدة، ونتيجة لذلك، كانت الباتاكا الورقية تتداول دائمًا بخصم مقارنة بعملات الدولار الفضي. وعلى العكس من ذلك، كان لإجراء مماثل في نفس الوقت تمامًا في تسويات المضيق، ولنفس الغرض، تأثير مختلف يتمثل في وضع دولار المضيق الجديد في معيار الصرف الذهبي. ومن ثم أطلق كل من الباتاكا المكاوية والدولار المضيق بقيمة جنيه إسترليني تبلغ 2 شلنين و4 بنسات، ولكن حيث ظل الدولار المضيق عند هذه القيمة حتى ستينيات القرن العشرين، فإن الباتاكا المكاوية تقلبت مع قيمة الفضة، تماماً مثل وحدة هونغ كونغ.
في عام 1935، عندما تخلت هونغ كونغ والصين عن معيار الفضة، ربطت وحدة هونغ كونغ بالجنيه الإسترليني بمعدل 1 شلن و3 بنسات، في حين ربط باتاكا ماكاو بالإسكودو البرتغالي بمعدل MOP 1 = ايسك 5 دولارات. وهذا يعني أن الباتاكا المكاوية كانت تساوي شلنًا واحدًا فقط، وبالتالي كانت بخصم قدره 3 بنسات مقارنة بوحدة هونغ كونغ.
لم تقدم أول عملة معدنية خاصة بماكاو إلا في عام 1952، وهو العام الذي تلا سك آخر عملات معدنية جزئية من الباتاكا في تيمور الشرقية. في ذلك العام في ماكاو، استبدلت الفئات الأقل من 10 باتاكا بالعملات المعدنية.
| تاريخ التأسيس | 1 باتاكا =                  |
| ------------- | --------------------------- |
| 1894          | 1 بيزو إسباني/مكسيكي/فلبيني |
| 1935          | 5.5 إسكودو برتغالي          |
| 1949          | 5 إسكودو برتغالي            |
| 1967          | 4.75 إسكودو برتغالي         |
| 1973          | 5.015 إسكودو برتغالي        |
|               | 1 دولار هونج كونج =         |
| 1977          | 1.075 باتاكا                |
| 1978          | 1.0025 باتاكا               |
| 1979          | 1.0425 باتاكا               |
| 1983          | 1.03 باتاكا                 |

في عام 1980، أنشأت حكومة ماكاو معهد إصدار ماكاو (Instituto Emissor de Macau؛ المختصر باسم IEM)، والذي مُنح حق احتكار إصدار أوراق الباتاكا. أصبح بنك BNU بمثابة بنك وكيل لـ IEM واستمر في إصدار الأوراق النقدية. بموجب اتفاق مع بنك الصين الوطني بتاريخ 16 أكتوبر 1995، افتتح فرع بنك الصين في ماكاو (Banco da China, 中國銀行澳門分行) أصبح البنك الثاني الذي أصدر الأوراق النقدية. نقلت سلطة إصدار الباتاكا إلى سلطة النقد في ماكاو.

## العملات المعدنية
لم تصدر العملات المعدنية للاستخدام في ماكاو حتى عام 1952، مع تداول عملة 20 سنتًا لمقاطعة كانتون. في عام 1952، قدم البرونز 5 و10 آفو، والنحاس والنيكل 50 آفو والفضة 0.720 1 و5 باتاكا. استبدل البرونز بالنيكل والنحاس في عام 1967، بما في ذلك الإصدار الأخير من 5 أفوس. استبدل النيكل بالفضة في 1 باتاكا في عام 1968. في عام 1971، إنتج الإصدار النهائي من العملة الفضية (درجة نقاء 0.650) بقيمة 5 باتاكا.

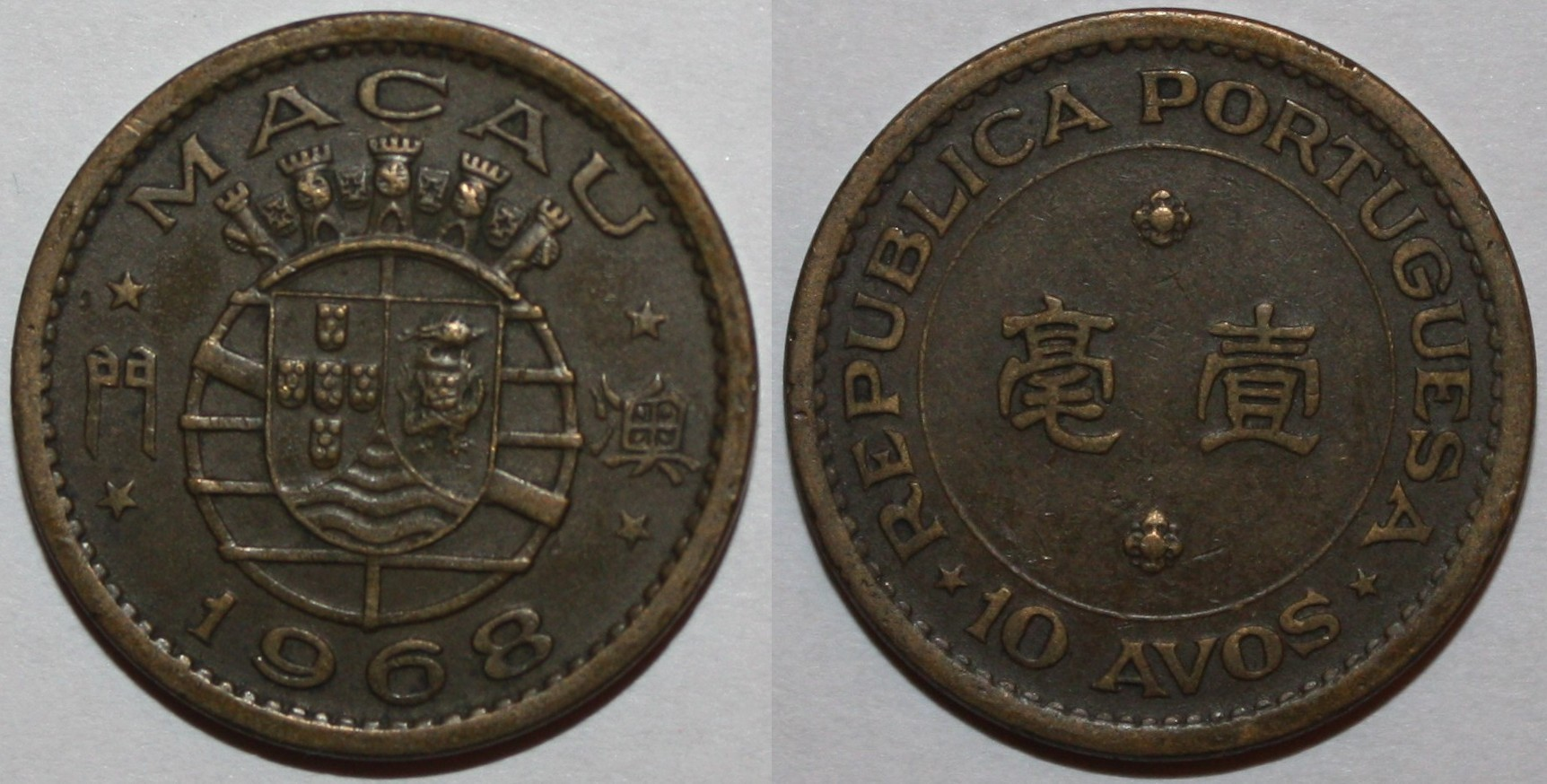
10 أفواه، 1968
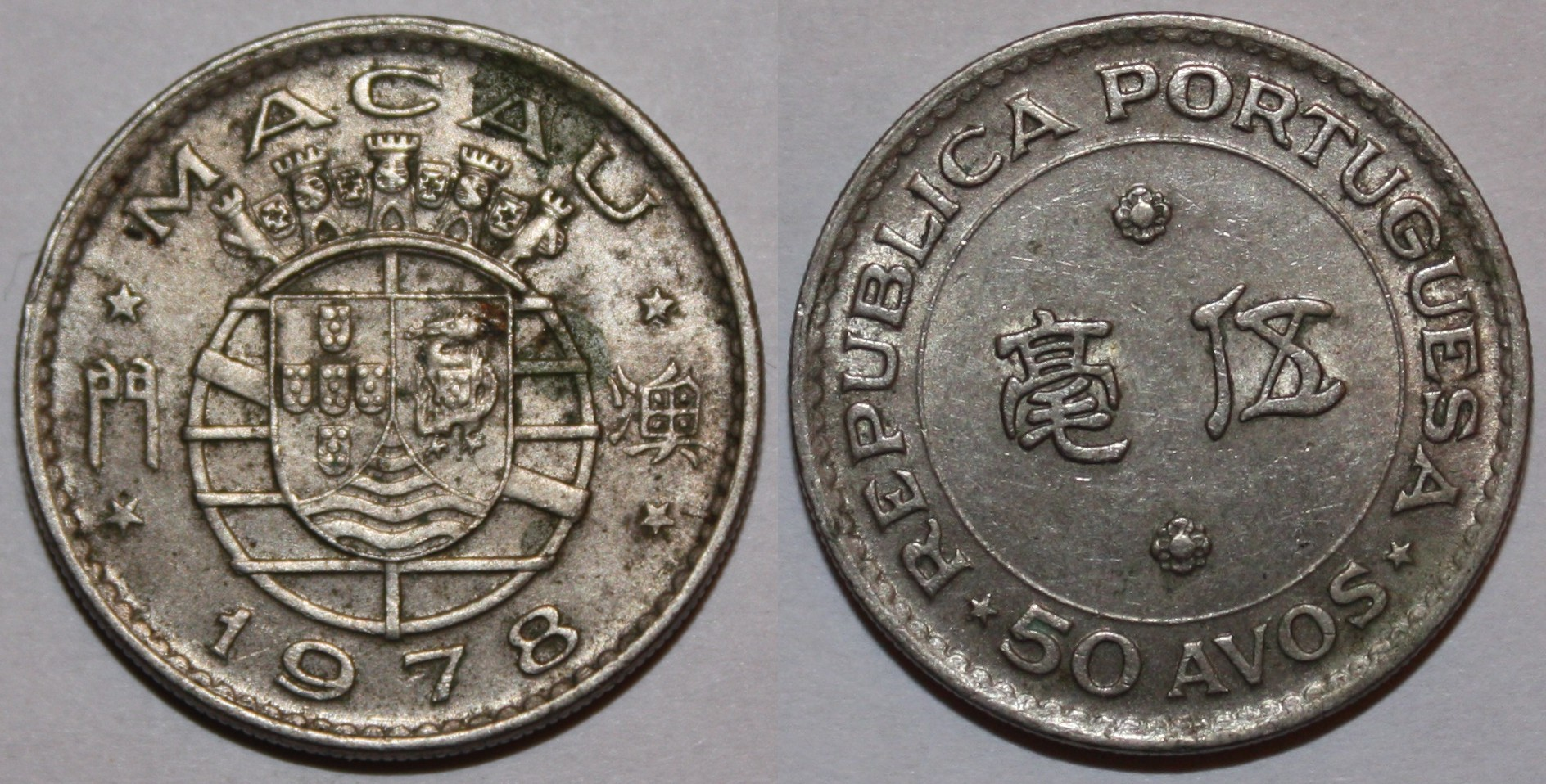
50 ألفًا، 1978
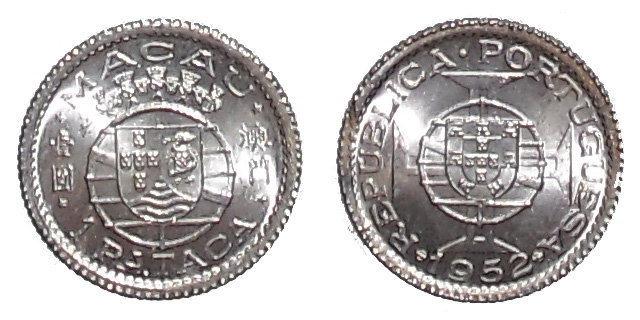
1 باتاكا، 1952
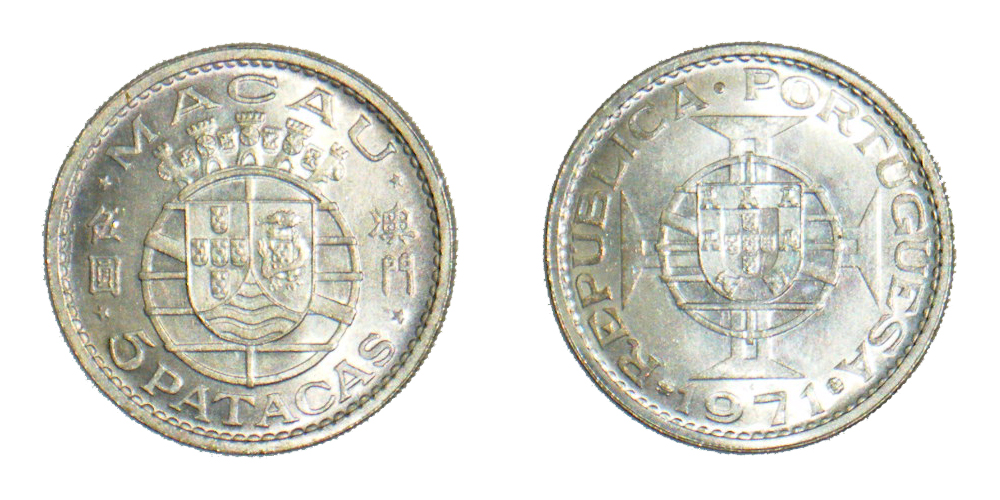
5 باتاكا، 1971

قدمت عملات نحاسية من فئة 10 و20 و50 آفا وعملات نحاسية من فئة 1 و5 آفا في عام 1982. أصبحت فئة 20 آفو و5 باتاكا ذات شكل اثني عشر في عامي 1993 و1992 على التوالي، في حين قدمت فئة 10 باتاكا ثنائية المعدن في عام 1997 وفئة 2 باتاكا من النحاس والنيكل في عام 1998. تصدر العملات المعدنية من قبل السلطة النقدية في ماكاو.
- 10 أفواه، 1988
- 20 أفريل، 1982
- 50 ألفًا، 1982

| الصور | القيمة  | الوصف                          | الوصف        | الوصف                                    | السنة الأولى لسك النقود |
| العكس وجه العملة                                                                                           | القيمة  | التركيب                        | وجه العملة   | العكس                                    | السنة الأولى لسك النقود |
| | 10 avos | النحاس                         | Macau" "澳門 | القيمة، رأس زي رقصة الأسد                | 1993                    |
| (missing photo) (missing photo)                                                                            | 20 avos | النحاس                         | Macau" "澳門 | الفئة، قارب التنين                       | 1993                    |
| 50 avosDenomination, Dragon dance                                                                          | 50 avos | النحاس                         | Macau" "澳門 | الفة، رقصة التنين                        | 1993                    |
| $1CupronickelValue, Guia Lighthouse1992                                                                    | $1      | نيكل نحاسي                     | Macau" "澳門 | القيمة، حصن جويا                         | 1992                    |
| (missing photo) (missing photo)                                                                            | $2      | نيكل نحاسي                     | Macau" "澳門 | الفئة، تيمبلو دي آمان وكنيسة بينها       | 1998                    |
| | $5      | نيكل نحاسي                     | Macau" "澳門 | الفئة، كاتدرائية القديس بولس، خردة صينية | 1992                    |

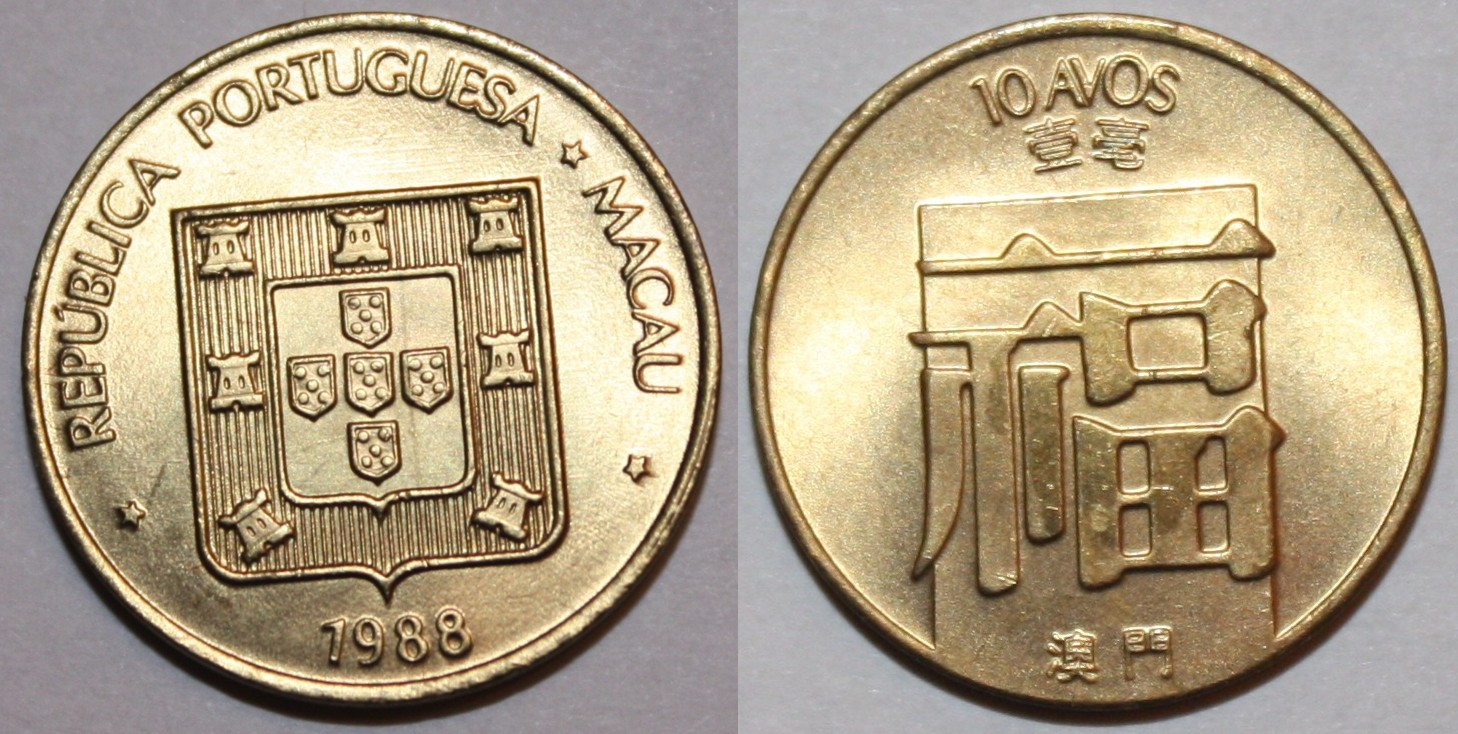
10 أفواه، 1988
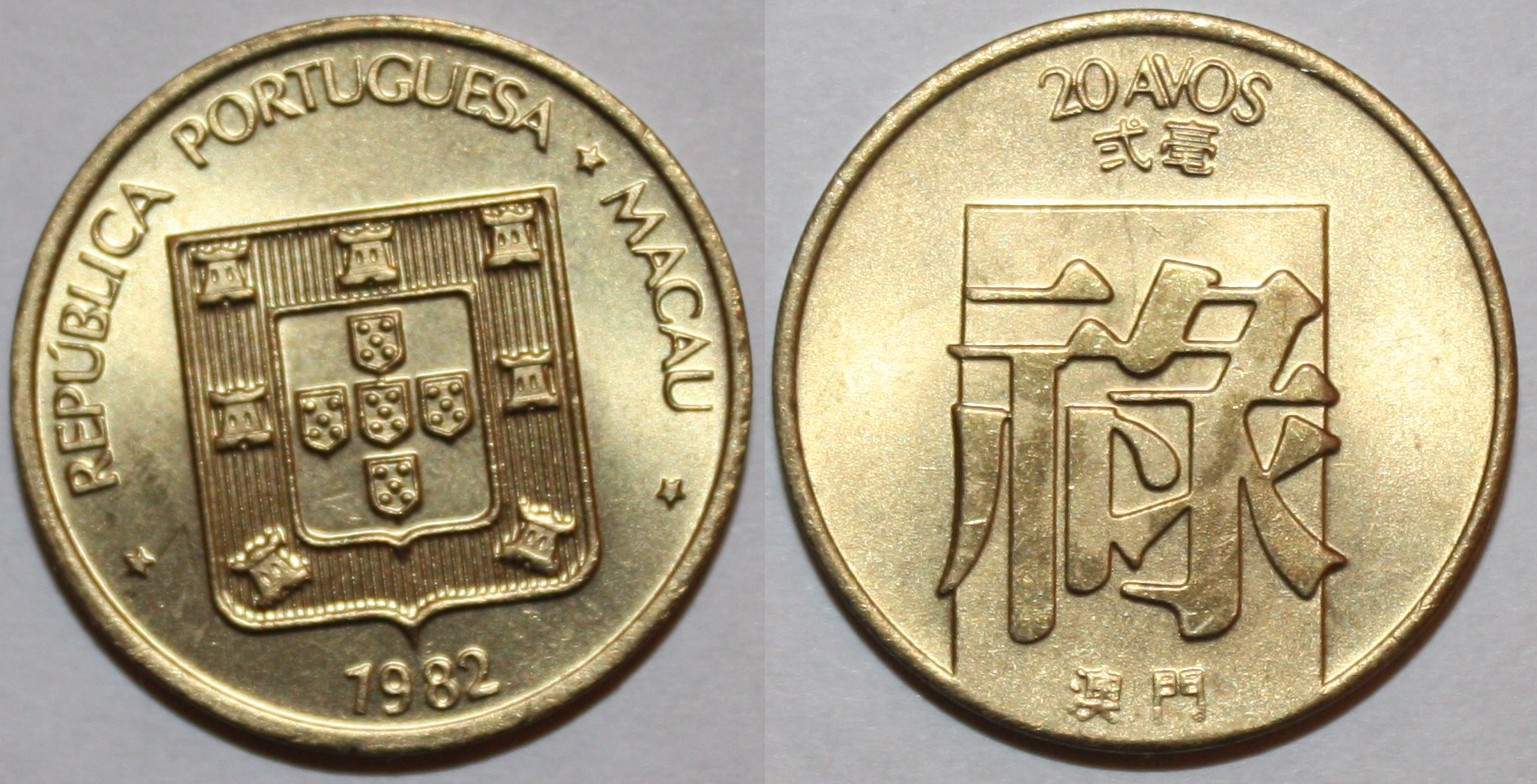
20 أفريل، 1982
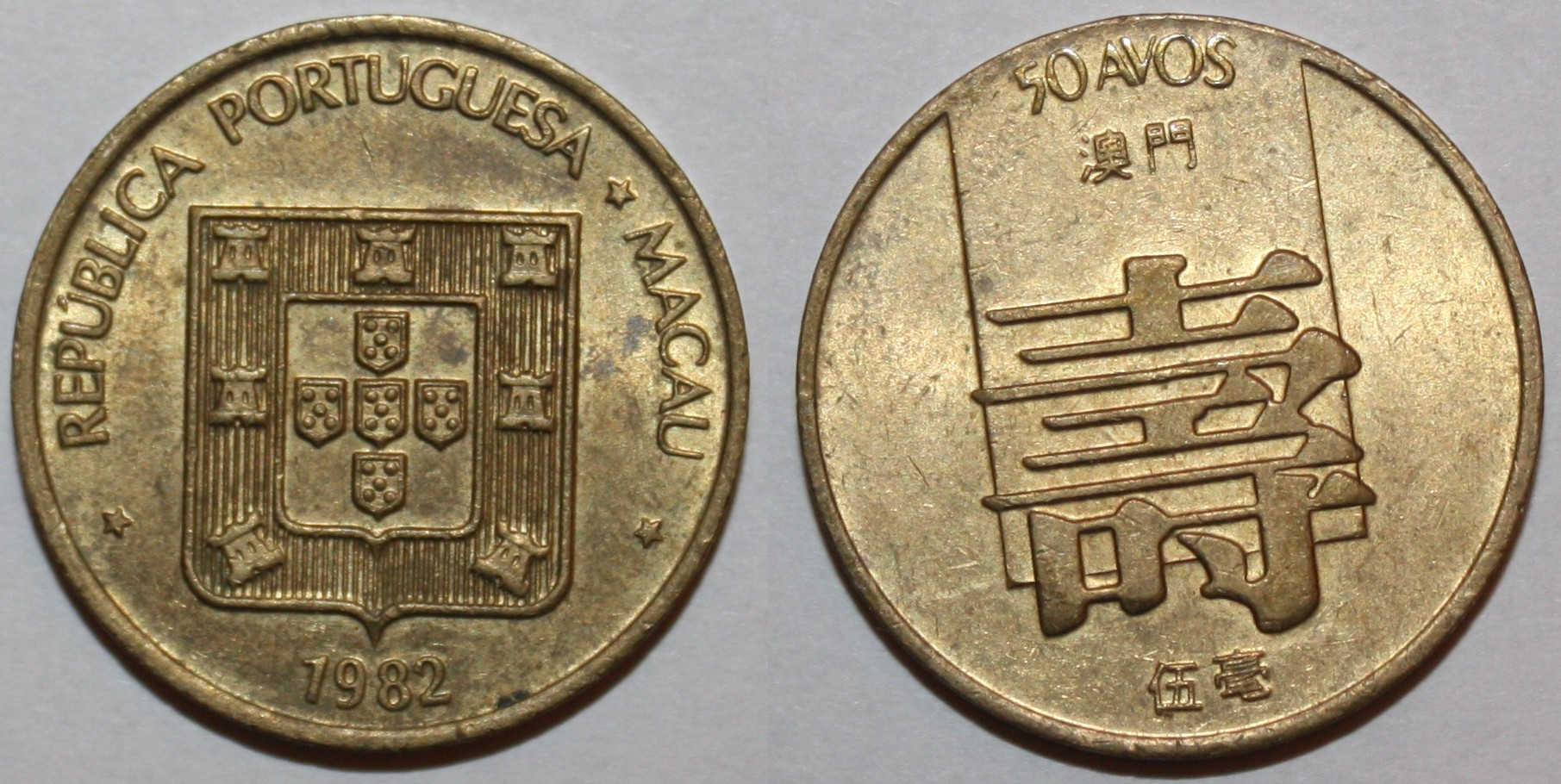
50 ألفًا، 1982

| (missing photo) (missing photo) $10Ring: Brass Center: CupronickelValue, St. Dominic's Church of Macau1997 | $10     | الحلقة: نحاس الوسط: نيكل نحاسي | Macau" "澳門 | القيمة، كنيسة القديس دومينيك في ماكاو    | 1997                    |
| --- | ------- | ------------------------------ | ------------ | ---------------------------------------- | ----------------------- |

## سعر الصرف MOP الحالي
| من Yahoo! Finance: | AUD CAD CHF EUR GBP HKD JPY USD TWD KRW SGD |
| من XE.com:         | AUD CAD CHF EUR GBP HKD JPY USD TWD KRW SGD |
| من Investing.com:  | AUD CAD CHF EUR GBP HKD JPY USD TWD KRW SGD |
| منOANDA.com:       | AUD CAD CHF EUR GBP HKD JPY USD TWD KRW SGD |

## الأوراق النقدية
في ترتيب مماثل لإصدار الأوراق النقدية في هونغ كونغ، لا تصدر الأوراق النقدية في ماكاو من قبل بنك مركزي أو سلطة نقدية ولكن من قبل بنكين تجاريين، بنك ناسيونال ألترامارينو وبنك الصين. بسبب الماضي الاستعماري البرتغالي لماكاو، تطبع الأوراق النقدية باللغة البرتغالية والصينية، بما في ذلك اسم بنك الصين الذي يُكتب "Banco da China"و"中國銀行".
بعد الإصدارات الأولية لأوراق النقد الباتاكا في عام 1906، استكملت العملة الجديدة في العام التالي بأوراق نقدية من فئة 10 و25 باتاكا، وفي فبراير 1920، إضيفت أوراق نقدية من فئة 5 و10 و50 باتاكا. في عام 1923، قدم بنك فوي هانغ أوراق نقدية من فئة 10 باتاكا والتي ذكرت أنها مدعومة بعملات كانتونية بقيمة 20 سنتًا. وتبعت هذه الأوراق النقدية حتى عام 1934 شيكات مصرفية أصدرتها بنوك مختلفة بفئات 1، 5، 10، 50، 100، 200، 400، 800 و1000 دولار، ويفترض أنها تعادل الباتاكا. تعززت إصدارات BNU بأوراق نقدية من فئة 1 و20 باتاكا في عام 1942، وفي عام 1944، قدمت أوراق نقدية من فئة 500 باتاكا. وفي عام 1944 أيضًا، صدرت شيكات مصرفية أخرى بقيمة 1000 يوان و5000 دولار نورث كارولينا. أوقف إصدار ورقة نقدية بقيمة 25 باتاكا بعد عام 1958.
في 8 أغسطس 1988، أصدرت BNU ورقة نقدية بقيمة 1000 باتاكا، وهي أعلى قيمة للورقة النقدية حتى الآن. لأن الرقم 8 في اللغة الصينية (ba) يشبه "الثراء" (fa ؛發), هذا التاريخ الفريد، والذي يحدث مرة واحدة فقط كل قرن، يعطي للورقة النقدية معنى خاصًا. ومن بين الميزات الأخرى استبدال شعار النبالة في البرتغال بشعار BNU، وهو ما يتخلى عن الرمز السياسي في ظل احتمال إعادة التوحيد مع الصين. في عام 1995، قدم بنك الصين أوراق نقدية من فئات 10، 50، 100، 500 و1000 باتاكا. وقد قدم كل من بنك BNU وبنك الصين ورقة نقدية من فئة 20 باتاكا في عام 1996.

### العدد الحالي
تصدر الأوراق النقدية حاليًا بفئات 10 و20 و50 و100 و500 و1000 باتاكا. صدرت السلسلة الحالية من أوراق النقد BNU في عام 2005، بينما صدرت أوراق بنك الصين آخر مرة بين عامي 1995 و2003. أبعاد الأوراق النقدية هي نفس أبعاد أوراق النقد في هونغ كونغ التي تساوي العدد المقابل من الدولارات. في 20 ديسمبر 1999، وهو اليوم الذي أعيدت فيه ماكاو إلى الصين، أعيد إصدار الأوراق النقدية بجميع القيم (باستثناء 10 باتاكا) من قبل كلا البنكين بهذا التاريخ. في 5 يناير 2009، أعلنت سلطة النقد في ماكاو عن سلسلة جديدة من الأوراق النقدية، مؤرخة عام 2008، أصدرها بنك الصين. في عام 2024، من المقرر أن يقدم كل من Banco Nacional Ultramarino وبنك الصين (ماكاو) سلسلة جديدة من الأوراق النقدية. إن هيكل الفئة هو نفسه الإصدارات السابقة، ولكن الأوراق النقدية تأتي مع ميزات أمان متقدمة وتتضمن ميزات يمكن الوصول إليها للأشخاص ذوي الإعاقات البصرية.
| 10 دولارات | 138 × 69 مم   | بني                       | منزل صن يات سين التذكاري            | منظر لماكاو في التسعينيات، بونتي حاكم نوبري دي كارفاليو | 8 يوليو 1991                              | خردة صينية |
| 10 دولارات | 138 × 69 مم   | أحمر، بنفسجي              | منزل صن يات سين التذكاري            | منظر لماكاو في التسعينيات، بونتي حاكم نوبري دي كارفاليو | 8 يناير 2001 8 يونيو 2003                 | خردة صينية |
| 20 دولارًا  | 143 × 71.5 مم | بنفسجي                    | المقر القديم لجامعة بنغلادش الوطنية | منظر لماكاو في التسعينيات، بونتي حاكم نوبري دي كارفاليو | 1 سبتمبر 1996 20 ديسمبر 1999 8 يونيو 2003 | خردة صينية |
| 50 دولارًا  | 148 × 74 مم   | أصفر                      | رقصة الأسد                          | منظر لماكاو في التسعينيات، بونتي حاكم نوبري دي كارفاليو | 13 يوليو 1992 20 ديسمبر 1999              | خردة صينية |
| 100 دولار  | 153 × 76.5 مم | أزرق                      | خردة صينية                          | منظر لماكاو في التسعينيات، بونتي حاكم نوبري دي كارفاليو | 13 يوليو 1992 20 ديسمبر 1999 8 يونيو 2003 | خردة صينية |
| 500 دولار  | 158 × 79 مم   | الأخضر والأصفر والبرتقالي | معبد آ-ما                           | منظر لماكاو في التسعينيات، بونتي حاكم نوبري دي كارفاليو | 3 سبتمبر 1990 20 ديسمبر 1999 8 يونيو 2003 | خردة صينية |
| 1000 دولار | 163 × 81.5 مم | أحمر                      | تنين                                | منظر لماكاو في التسعينيات، بونتي حاكم نوبري دي كارفاليو | 8 يوليو 1991 20 ديسمبر 1999 8 يونيو 2003  | خردة صينية |

| 10 دولارات | 138 × 69 مم   | بني               | منارة في قلعة جيا            | بنك الصين ، فرع ماكاو | 16 أكتوبر 1995                                            | لوتس |
| 10 دولارات | 138 × 69 مم   | الأحمر والبرتقالي | منارة في قلعة جيا            | بنك الصين ، فرع ماكاو | 8 يناير 2001 2 فبراير 2002 8 ديسمبر 2003                  | لوتس |
| 20 دولارًا  | 143 × 71.5 مم | بنفسجي            | معبد آ-ما                    | بنك الصين ، فرع ماكاو | 1 سبتمبر 1996 20 ديسمبر 1999 8 ديسمبر 2003                | لوتس |
| 50 دولارًا  | 148 × 74 مم   | رمادي مصفر        | جامعة ماكاو                  | بنك الصين ، فرع ماكاو | 16 أكتوبر 1995 1 نوفمبر 1997 20 ديسمبر 1999               | لوتس |
| 100 دولار  | 153 × 76.5 مم | أزرق              | محطة عبّارات الميناء الخارجي  | بنك الصين ، فرع ماكاو | 16 أكتوبر 1995 20 ديسمبر 1999 2 فبراير 2002 8 ديسمبر 2003 | لوتس |
| 500 دولار  | 158 × 79 مم   | أخضر              | جسر أميزاد                   | بنك الصين ، فرع ماكاو | 16 أكتوبر 1995 20 ديسمبر 1999 2 فبراير 2002 8 ديسمبر 2003 | لوتس |
| 1000 دولار | 163 × 81.5 مم | البرتقالي         | ساي فان (برايا دو بوم بارتو) | بنك الصين ، فرع ماكاو | 16 أكتوبر 1995 20 ديسمبر 1999 8 ديسمبر 2003               | لوتس |

| سلسلة الأوراق النقدية من Banco Nacional Ultramarino 2005 | سلسلة الأوراق النقدية من Banco Nacional Ultramarino 2005 | سلسلة الأوراق النقدية من Banco Nacional Ultramarino 2005 | سلسلة الأوراق النقدية من Banco Nacional Ultramarino 2005 | سلسلة الأوراق النقدية من Banco Nacional Ultramarino 2005 | سلسلة الأوراق النقدية من Banco Nacional Ultramarino 2005 | سلسلة الأوراق النقدية من Banco Nacional Ultramarino 2005 | سلسلة الأوراق النقدية من Banco Nacional Ultramarino 2005 | سلسلة الأوراق النقدية من Banco Nacional Ultramarino 2005 |
| صورة                                                     | صورة                                                     | قيمة                                                     | وصف                                                      | وصف                                                      | وصف                                                      | وصف                                                      | تاريخ الطباعة                                            | العلامة المائية                                          |
| وجه العملة                                               | العكس                                                    | قيمة                                                     | أبعاد                                                    | لون                                                      | وجه العملة                                               | يعكس                                                     | تاريخ الطباعة                                            | العلامة المائية                                          |
| -------------------------------------------------------- | -------------------------------------------------------- | -------------------------------------------------------- | -------------------------------------------------------- | -------------------------------------------------------- | -------------------------------------------------------- | -------------------------------------------------------- | -------------------------------------------------------- | -------------------------------------------------------- |
|                                                          |                                                          | 10 دولارات                                               | 138 × 69 مم                                              | أحمر                                                     | تمثال مازو                                               | مبنى جامعة بنغلادش الوطنية                               | 8 أغسطس 2005 8 أغسطس 2010 11 نوفمبر 2013 6 نوفمبر 2017   | لوتس                                                     |
|                                                          |                                                          | 20 دولارًا                                                | 143 × 71.5 مم                                            | بنفسجي                                                   | مطار ماكاو الدولي                                        | مبنى جامعة بنغلادش الوطنية                               | 8 أغسطس 2005 8 أغسطس 2010 11 نوفمبر 2013 6 نوفمبر 2017   | لوتس                                                     |
|                                                          |                                                          | 50 دولارًا                                                | 148 × 74 مم                                              | بني                                                      | جسر ساي فان                                              | مبنى جامعة بنغلادش الوطنية                               | 8 أغسطس 2009 11 نوفمبر 2013 6 نوفمبر 2017                | لوتس                                                     |
|                                                          |                                                          | 100 دولار                                                | 153 × 76.5 مم                                            | أزرق                                                     | لارجو دو سينادو (ساحة مجلس الشيوخ)                       | مبنى جامعة بنغلادش الوطنية                               | 8 أغسطس 2005 8 أغسطس 2010 11 نوفمبر 2013 6 نوفمبر 2017   | لوتس                                                     |
|                                                          |                                                          | 500 دولار                                                | 158 × 79 مم                                              | أخضر                                                     | برج ماكاو                                                | مبنى جامعة بنغلادش الوطنية                               | 8 أغسطس 2005 8 أغسطس 2010 11 نوفمبر 2013 6 نوفمبر 2017   | لوتس                                                     |
|                                                          |                                                          | 1000 دولار                                               | 163 × 81.5 مم                                            | البرتقالي                                                | المركز الثقافي في ماكاو                                  | مبنى جامعة بنغلادش الوطنية                               | 8 أغسطس 2005 8 أغسطس 2010 11 نوفمبر 2013 6 نوفمبر 2017   | لوتس                                                     |

| ورقة نقدية من سلسلة بنك الصين 2008 | ورقة نقدية من سلسلة بنك الصين 2008 | ورقة نقدية من سلسلة بنك الصين 2008 | ورقة نقدية من سلسلة بنك الصين 2008 | ورقة نقدية من سلسلة بنك الصين 2008 | ورقة نقدية من سلسلة بنك الصين 2008 | ورقة نقدية من سلسلة بنك الصين 2008 | ورقة نقدية من سلسلة بنك الصين 2008      | ورقة نقدية من سلسلة بنك الصين 2008 |
| صورة                               | صورة                               | قيمة                               | وصف                                | وصف                                | وصف                                | وصف                                | تاريخ الطباعة                           | العلامة المائية                    |
| وجه العملة                         | العكس                              | قيمة                               | أبعاد                              | لون                                | وجه العملة                         | يعكس                               | تاريخ الطباعة                           | العلامة المائية                    |
| ---------------------------------- | ---------------------------------- | ---------------------------------- | ---------------------------------- | ---------------------------------- | ---------------------------------- | ---------------------------------- | --------------------------------------- | ---------------------------------- |
|                                    |                                    | 10 دولارات                         | 138 × 69 مم                        | أحمر                               | معبد آ-ما                          | بنك الصين ، فرع ماكاو              | 8 أغسطس 2008 1 يوليو 2013 6 نوفمبر 2017 | لوتس                               |
|                                    |                                    | 20 دولارًا                          | 143 × 71.5 مم                      | بنفسجي                             | واجهة أطلال كاتدرائية القديس بولس  | بنك الصين ، فرع ماكاو              | 8 أغسطس 2008 1 يوليو 2013 6 نوفمبر 2017 | لوتس                               |
|                                    |                                    | 50 دولارًا                          | 148 × 74 مم                        | بني                                | مسرح دوم بيدرو الخامس              | بنك الصين ، فرع ماكاو              | 8 أغسطس 2008 1 يوليو 2013 6 نوفمبر 2017 | لوتس                               |
|                                    |                                    | 100 دولار                          | 153 × 76.5 مم                      | أزرق                               | منارة جويا وحصن مونتي              | بنك الصين ، فرع ماكاو              | 8 أغسطس 2008 1 يوليو 2013 6 نوفمبر 2017 | لوتس                               |
|                                    |                                    | 500 دولار                          | 158 × 79 مم                        | أخضر                               | كاسا دو مانداريم (بيت الماندرين)   | بنك الصين ، فرع ماكاو              | 8 أغسطس 2008 1 يوليو 2013 6 نوفمبر 2017 | لوتس                               |
|                                    |                                    | 1000 دولار                         | 163 × 81.5 مم                      | البرتقالي                          | مجلس الشيوخ الموالي                | بنك الصين ، فرع ماكاو              | 8 أغسطس 2008 1 يوليو 2013 6 نوفمبر 2017 | لوتس                               |

| 10 دولارات | 138 × 69 مم   | أحمر      | مبنى بنك الصين في ماكاو، الأسد الجنوبي | صالة مراقبة برج ماكاو                           | 18 مايو 2020 | لوتس |
| 20 دولارًا  | 143 × 71.5 مم | بنفسجي    | مبنى بنك الصين في ماكاو، الأسد الجنوبي | مركز ماكاو للعلوم ومركز المعارض والقبة السماوية | 18 مايو 2020 | لوتس |
| 50 دولارًا  | 148 × 74 مم   | بني       | مبنى بنك الصين في ماكاو، الأسد الجنوبي | متحف تاريخ وتراث مستشفى كيانغ وو                | 18 مايو 2020 | لوتس |
| 100 دولار  | 153 × 76.5 مم | أزرق      | مبنى بنك الصين في ماكاو، الأسد الجنوبي | قاعة عرض أرشيف تونغ سين تونغ التاريخي           | 18 مايو 2020 | لوتس |
| 500 دولار  | 158 × 79 مم   | أخضر      | مبنى بنك الصين في ماكاو، الأسد الجنوبي | معبد آ-ما                                       | 18 مايو 2020 | لوتس |
| 1000 دولار | 163 × 81.5 مم | البرتقالي | مبنى بنك الصين في ماكاو، الأسد الجنوبي | خردة صينية                                      | 18 مايو 2020 | لوتس |

| 10 دولارات | 138 × 69 مم   | أحمر      | مبنى جامعة بنغلادش الوطنية | خريطة ماكاو في عام 1635 | 18 مايو 2020 | لوتس |
| 20 دولارًا  | 143 × 71.5 مم | بنفسجي    | مبنى جامعة بنغلادش الوطنية | خريطة ماكاو في عام 1780 | 18 مايو 2020 | لوتس |
| 50 دولارًا  | 148 × 74 مم   | بني       | مبنى جامعة بنغلادش الوطنية | خريطة ماكاو في عام 1889 | 18 مايو 2020 | لوتس |
| 100 دولار  | 153 × 76.5 مم | أزرق      | مبنى جامعة بنغلادش الوطنية | خريطة ماكاو في عام 1949 | 18 مايو 2020 | لوتس |
| 500 دولار  | 158 × 79 مم   | أخضر      | مبنى جامعة بنغلادش الوطنية | خريطة ماكاو في عام 1986 | 18 مايو 2020 | لوتس |
| 1000 دولار | 163 × 81.5 مم | البرتقالي | مبنى جامعة بنغلادش الوطنية | خريطة ماكاو في عام 2022 | 18 مايو 2020 | لوتس |

### إصدارات تذكارية
في عام 2008، أصدر فرع ماكاو لبنك الصين أربعة ملايين ورقة نقدية بقيمة 20 باتاكا احتفالًا بدورة الألعاب الأولمبية الصيفية التاسعة والعشرين في بكين.
في عام 2012، أصدر بنكو ناسيونال ألترامارينو وبنك الصين عشرة ملايين ورقة نقدية بقيمة 10 باتاكا للاحتفال بعام التنين، ومن عام 2012 إلى عام 2023، يُسمح لكل من بنكو ناسيونال ألترامارينو وبنك الصين بإصدار عدد أقصى يبلغ 20 مليون ورقة نقدية خاصة بقيمة اسمية 10 باتاكا للاحتفال بكل عام قمري جديد. أصدر بنك الصين أيضًا ورقة نقدية بقيمة 100 باتاكا للاحتفال بالذكرى المئوية لتأسيسه.

احتفالاً بالذكرى العشرين لنقل ماكاو إلى جمهورية الصين الشعبية، أصدر بنك ناسيونال ألترامارينو وبنك الصين خمسة ملايين ورقة نقدية بقيمة 20 باتاكا. ويحمل الجانب الأمامي من الأوراق النقدية تمثالاً برونزياً مذهباً يزن 7 أطنان يحمل اسم "زهرة اللوتس في إزهار كامل"، وهو يمثل ازدهار ماكاو. يظهر على الجانب الخلفي من الأوراق النقدية جسر هونغ كونغ-تشوهاى-ماكاو.

## سعر الصرف MOP الحالي
| من Yahoo! Finance: | AUD CAD CHF EUR GBP HKD JPY USD TWD KRW SGD |
| من XE.com:         | AUD CAD CHF EUR GBP HKD JPY USD TWD KRW SGD |
| من Investing.com:  | AUD CAD CHF EUR GBP HKD JPY USD TWD KRW SGD |
| منOANDA.com:       | AUD CAD CHF EUR GBP HKD JPY USD TWD KRW SGD |

على الرغم من أن الباتاكا هي العملة الرسمية في ماكاو، إلا أن معظم الأموال المتداولة في المنطقة هي في الواقع دولارات هونغ كونغ. لم تشكل الباتاكا سوى 29.9% من المعروض النقدي في ماكاو في نهاية عام 1998. سعر الصرف ثابت ويساوي تقريبًا MOP 1.03 لـ 1 دولار هونغ كونغ، وتقبل الأوراق النقدية والعملات المعدنية للدولار هونغ كونغ بشكل عام بالقيمة الاسمية أو باتاكا 1.00 للمدفوعات بالتجزئة. بالنسبة للدولار الأمريكي، والذي يرتبط به الدولار الهونغ كونغى بشكل فضفاض، فإن سعر الصرف يبلغ حوالي 1000 باتاكا ماكاوية. 8 إلى 1 دولار أمريكي. على الرغم من أنه من الممكن تبادل الباتاكا في ماكاو، إلا أنه من الصعب أو المستحيل القيام بذلك في أي مكان آخر. الأماكن القليلة في هونغ كونغ حيث تتوفر الباتاكا تتركز في شارع Cleverly في وسط المدينة، على مسافة قصيرة من محطة عبّارات هونغ كونغ-ماكاو.
على الرغم من أن الباتاكا هي العملة القانونية في ماكاو، إلا أن الدولار الهونغ كونغي مقبول عالميًا تقريبًا في المنطقة، وفي بعض الحالات، يُفضل على الباتاكا. إن تداول الباتاكا مفروض بموجب مرسوم (Decreto-Lei n.º 16/95/M) يحظر رفض التجار، ولكن بعض الكازينوهات تتجاهل هذه القاعدة وترفض الرهانات بالباتاكا. يقبل الدولار الهونغ كونغي واليوان الصيني بشكل عام في كافة أنحاء ماكاو، بدءًا من الكازينوهات وحتى المطاعم. يمكن أيضًا إجراء المدفوعات للهيئات الحكومية بالدولار الهونج كونجى والباتاكا.
وبما أن ماكاو لا تفرض حاليا أي قيود على استيراد أو تصدير العملة المحلية أو الأجنبية، فيمكن للزوار تغيير عملتهم في الفنادق والبنوك ومكاتب الصرافة الموجودة في جميع أنحاء المدينة، بما في ذلك أكشاك صرف العملات التي تعمل على مدار 24 ساعة في مطار ماكاو الدولي (جزيرة تايبا) وفندق لشبونة (شبه جزيرة ماكاو) للعملاء الذين يرغبون في تغيير عملتهم إلى الباتاكا خارج ساعات العمل.

### الاستشهادات
- All MOP exchange rates after 1990 are according to the historical China Statistical Yearbook.[بحاجة لمصدر]
- Krause, Chester L.؛ Clifford Mishler (خطأ في التعبير: علامة ترقيم لم نتعرف عليها «{».). Unrecognized date. Please see Template:Numis cite SCWC for available dates.. Krause Publications. {{استشهاد بكتاب}}: تحقق من التاريخ في: |سنة= (مساعدة) وروابط خارجية في |عنوان= (مساعدة)
- Unrecognized date. Please see Template:Numis cite SCWPM for available dates.. Krause Publications. {{{date}}}. {{استشهاد بكتاب}}: تحقق من التاريخ في: |سنة= (مساعدة) وروابط خارجية في |عنوان= (مساعدة)
- Unrecognized date. Please see Template:Numis cite SCWPM for available dates.. Krause Publications. {{{date}}}. {{استشهاد بكتاب}}: تحقق من التاريخ في: |سنة= (مساعدة) وروابط خارجية في |عنوان= (مساعدة)
- Unrecognized date. Please see Template:Numis cite SCWPM for available dates.. Krause Publications. {{{date}}}. {{استشهاد بكتاب}}: تحقق من التاريخ في: |سنة= (مساعدة) وروابط خارجية في |عنوان= (مساعدة)

## روابط خارجية
- عالم الأوراق النقدية لعبد الله بيضون: ماكاو - معرض لإصدارات الأوراق النقدية في ماكاو في الماضي والحاضر
- (بالصينية) (بالبرتغالية والإنجليزية) بانكو ناسيونال ألترامارينو (ماكاو)
- (بالصينية) (بالبرتغالية والإنجليزية) الأوراق النقدية الصادرة عن Banco Nacional Ultramarino.
- (بالصينية) (بالإنجليزية) بنك الصين (ماكاو)
- (بالصينية) (بالإنجليزية) SinoBanknote
- (بالإنجليزية والألمانية) الأوراق النقدية التاريخية لماكاو